# ماريا ديل مار تيرونيس بيانويبا
ماريا ديل مار تيرونيس فييانويفا (أورسي، 1892 – فيغو، 31 أكتوبر 1980) كانت معلمة، حاصلة على دكتوراه في الطب، ورائدة في الصحافة الإسبانية.
| ماريا ديل مار تيرونيس بيانويبا | ماريا ديل مار تيرونيس بيانويبا | ماريا ديل مار تيرونيس بيانويبا |
| معلومات شخصية                  | معلومات شخصية                  | معلومات شخصية                  |
| ------------------------------ | ------------------------------ | ------------------------------ |
| الميلاد                        | 1892 أورسي(اسبانيا)            | 1892 أورسي(اسبانيا)            |
| الوفاة                         | 1980 فيغو(اسبانيا)             | 1980 فيغو(اسبانيا)             |
| معلومات مهنية                  |                                |                                |
| المهنة                         | صحفية ومعلمة وطبيبة            | صحفية ومعلمة وطبيبة            |
| عضو في                         | نادي لايسيوم النسائي           | نادي لايسيوم النسائي           |
| [editar datos en Wikidata]     |                                |                                |

## مسارها المهني
وُلدت في أورسي، مقاطعة غرناطة، عام 1892. عُيّنت معلمة مؤقتة في مدرسة حضانة عام 1911 في خيريث دي لا فرونتيرا، قادش. في نفس العام، انضمت إلى جمعية الصحافة في قادش (APC) كعضوة شرف إلى جانب نساء بارزات مثل باتروسينيو دي بيدما اي لا مونيدا وإيما كالديرون. كانت الجمعية أول من يقبل نساء في إسبانيا.
تعاونت مع صحيفة دياريو دي قادش وبرزت وطنياً بنص كتبه ضد الكاتبة روساريو دي أكوينا بعد جدل حول إساءة لطلبة أجنبيات في مدريدنشرت نصوص رأي وأدبية مع روائع مثل روزا مارتينيز دي لاكوستا وكراوس، دي بيدما، كالديرون وكارولينا دي سوتو وي كورّو. ظهرت على غلاف مجلة ديانا عام 1911 ووصفت كمعلمة وتعليمية في كلية الطب في قادش وعضوة شرف في المركز المدرسي القادسي.
تعاونت تيرونيس مع صحيفة دياريو دي قادش، وحققت شهرة وطنية بنص كتبته ضد الكاتبة روساريو دي أكوينا، عندما أثارت جدلاً بنشرها في باريس أن بعض الطالبات الأجنبيات تعرضن للإهانة من رجال في مدريد. نشرت نصوص رأي، وخاصة أدبية، مع روزا مارتينيز دي لاكوستا، كراوس، دي بيدما، كالديرون وكارولينا دي سوتو وي كورّو.
كانت على غلاف مجلة ديانا المصورة عام 1911، ووُصفت هناك بأنها معلمة في التعليم الابتدائي، طالبة رسمية في كلية الطب في قادش وعضوة شرف في المركز المدرسي القادشي. درست الطب في قادش، وأكملت دراستها في مدريد، ثم عادت إلى قادش حيث عُينت مديرة لأكاديمية تيرسيانا.
في العام التالي، 1912، انضمت إلى المؤتمر الصحفي الإسباني الذي نظمته جمعية الصحافة في قادش، جنباً إلى جنب مع إميليا باردو بازان، دي بيدما وكالديرون. في نفس العام، ذُكرت كمساهمة في مجلة ديبورتيز نصف الشهرية. في 1915، أهدت لها صحيفة إل هيرالدو غلافاً بعنوان "الثقافة النسائية"، حيث اعتُبرت رمزاً للعصر الجديد للنساء.
تيرونيس كانت من مؤسسات جمعية لايسيوم النسائية الإسبانية في عام 1926. احتفظت بصداقة مع السياسية فيكتوريا كنت وكتبت مقالات بارزة عن المربّية والإنسانية ماريا دي مايستو. 
توفي زوجها في عام 1941. في عام 1956، ورد ذكر في الصحافة لحفل زفاف ابنتها. توفيت في فيغو يوم 31 أكتوبر 1980.